# Jie Šeng-tchao
Jie Šeng-tchao (čínsky pchin-jinem Yè Shèngtáo, znaky zjednodušené 叶圣陶, tradiční 葉聖陶; 28. října 1894 — 16. února 1988) byl čínský spisovatel a politik,  místopředseda celostátního výboru Čínského lidového politického poradního shromáždění (1983–1988) a předseda Čínského sdružení pro rozvoj demokracie (1984–1987), jedné z menších politických stran Čínské lidové republiky. Od 20. let byl známý svými povídkami a románem Ni Chuan-č’, v nichž zobrazoval portréty učitelů zápasících se starým zkostnatělým systémem vzdělání. Popularitu si získaly také jeho povídky, pohádky a básně pro děti. Od 20. let se aktivně účastnil literárního hnutí v Šanghaji, od konce 40. let působil na ministerstvu školství a v nakladatelstvích Čínské lidové republiky.

## Život
Jie Šeng-tchao se narodil 28. října 1894 v okrese Wu v provincii Ťiang-su v rodině účetního. Po absolvování střední školy roku 1912 pracoval jako učitel na základní škole. Od mládí psal, zprvu povídky v klasické čínštině, po roce 1919 se připojil k hnutí čtvrtého května a připojil se k autorům propagujícím literaturu v hovorovém jazyce paj-chua. Od 20. let se aktivně účastnil literárního života, po přestěhování do Šanghaje roku 1923 se zapojil do tamních literárních kroužků a společností a publikoval povídky, eseje, básně v nichž vynikla jako dovedný stylista. Nejlépe je známý svými povídkami a románem Ni Chuan-č’, obojím ze školského prostředí, v nichž zobrazuje portréty učitelů zápasících se starým zkostnatělým systémem vzdělání, který je předmětem jeho ostré kritiky a který touží nahradit novým svobodným vzděláváním zaměřeným na praktičnost a rozvoj osobnosti studentů. Popularitu si získaly také jeho povídky, pohádky a básně pro děti, v nichž tvořil světy fantazie vnímané z dětské perspektivy. Jako redaktor literárních časopisů objevil a podpořil řadu mladších autorů.
Po roce 1937 odešel do S’-čchuanu, kde pracoval v tamním provinčním úřadu pro vzdělání a přednášel na S’čchuanské univerzitě, v letech 1948–1949 pobýval v Hongkongu. Po roce 1949 se aktivně účastnil politického života v Čínské lidové republice jako člen Čínského sdružení pro rozvoj demokracie, jedné z menších politických stran republiky. Pracoval v ministerstvu školství, ve vedení Federace literárních a uměleckých kruhů a svazu spisovatelů, podílel se na reformě čínského písma, od roku 1954 byl více než deset let náměstkem ministra školství a od roku 1958 i ředitelem nakladatelství vzdělávací literatury. Působil v Čínském lidovém politickém poradním shromáždění (člen celostátního výboru 1949–1954) i Všečínském shromáždění lidových zástupců (zvolen poslancem roku 1954, 1958 a 1964).
Během kulturní revoluce byl zbaven všech funkcí a úřadů. Od poloviny 70. let se vrátil do veřejného života, byl opět zvolen poslancem Všečínského shromáždění lidových zástupců (1975, 1978) a členem jeho stálého výboru (1978–1983). Stal se i členem stálého výboru celostátního výboru Čínského lidového politického poradního shromáždění (od roku 1978 do smrti) a od roku 1983 i jeho místopředsedou. Při obnovení celostátního vedení Čínského sdružení pro rozvoj demokracie roku 1979 byl zvolen místopředsedou jeho ústředního výboru a roku 1984 postoupil na předsedu ústředního výboru sdružení (do roku 1987).
Zemřel v Pekingu 16. února 1988.